# Serpentin fait de la peinture

Serpentin fait de la peinture est un court métrage burlesque muet français réalisé par Alfred Machin, sorti en 1922.

## Synopsis
Professeur de dessin au lycée, homme un peu fantasque, Serpentin est une proie facile pour ses élèves moqueurs. À la maison, sa femme réfrène ses envies en l'empêchant de peindre des nus, même lorsque le modèle est une simple statuette en bronze.
Il va donc en campagne un jeudi pour peindre une vache, mais en revenant il rencontre deux jeunes paysannes qui apprécient son talent de peintre. L'une des deux lui écrit qu'elle serait heureuse de lui servir de modèle la semaine suivante. 
Deux élèves trouvent dans son chapeau cette lettre, que sa femme n'a pas trouvée malgré ses soupçons, car c'est dans sa veste qu'elle a cherché. 
Le jeudi suivant, alors que Serpentin tout parfumé vient de sortir en prétendant aller peindre la vache, des amies de son épouse arrivent pour une après-midi de baignade dans un lac proche du lieu de rendez-vous. Serpentin commence donc à peindre la jeune femme en petite tenue, manifestement sensible à ses charmes, lorsque deux chiens lâchés par les gamins embusqués, aidés par la vache vexée d'être délaissée par le peintre, viennent emporter les vêtements de la paysanne. Arrivés à l'étang, ils dérobent également la robe de l'épouse de Serpentin. Celle-ci repart avec la veste et les chaussures d'un passant serviable, tandis que la paysanne accepte la veste et les chaussures de Serpentin.
Tous se retrouvent sur un chemin, mais une apparition de Cupidon amènera la réconciliation des époux Serpentin et la naissance d'un amour entre le passant et la paysanne.

## Fiche technique
- Réalisation : Alfred Machin
- Production : Les Films Louis Nalpas[1]
- Scénario : Alfred Machin et Marcel Lévesque
- Pays de production :  France
- Langue : film muet avec les intertitres  en français
- Format : Noir et blanc — 35 mm — 1,33:1 — Muet
- Genre: Comédie
- Durée : 20 minutes
- Date de sortie : 
  - France : 10 novembre 1922[2]

## Distribution
- Marcel Lévesque : Serpentin
- Louis Monfils[1]